# Lista de reis da Baviera

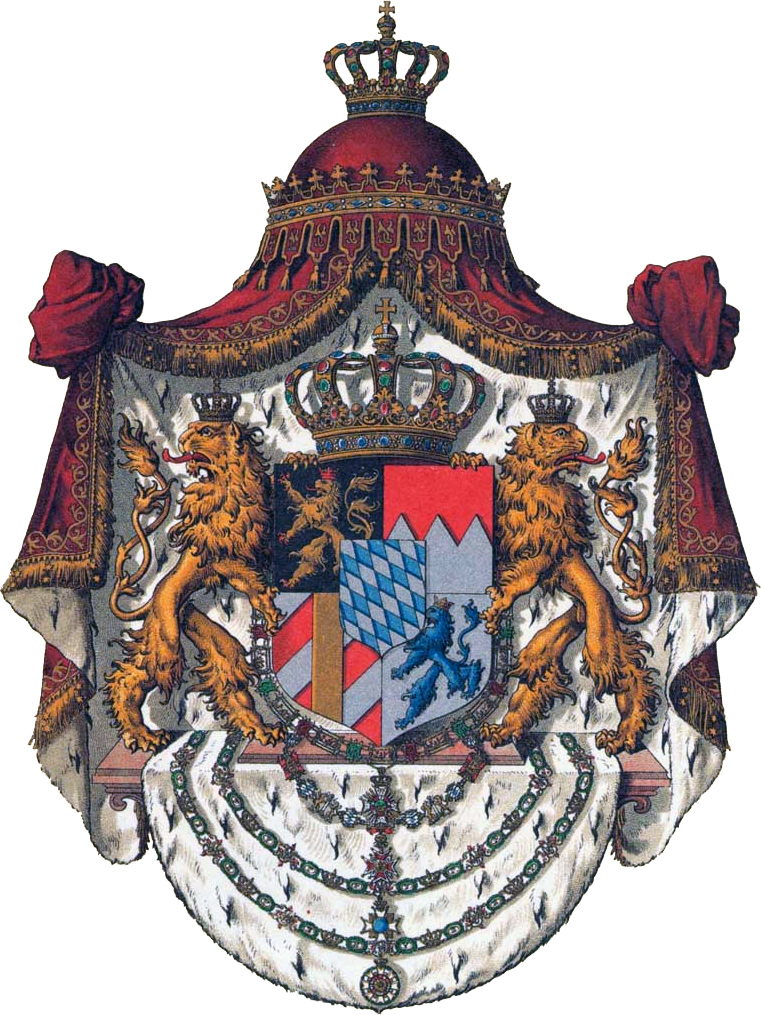
Brasão de armas

Rei da Baviera foi um título detido pelos governantes herdeiros Wittelsbach da Baviera no estado conhecido como o Reino da Baviera que durou de 1805 até 1918, quando a monarquia foi abolida. Era o segundo reino, quase mil anos após o breve reino carolíngio da Baviera. 

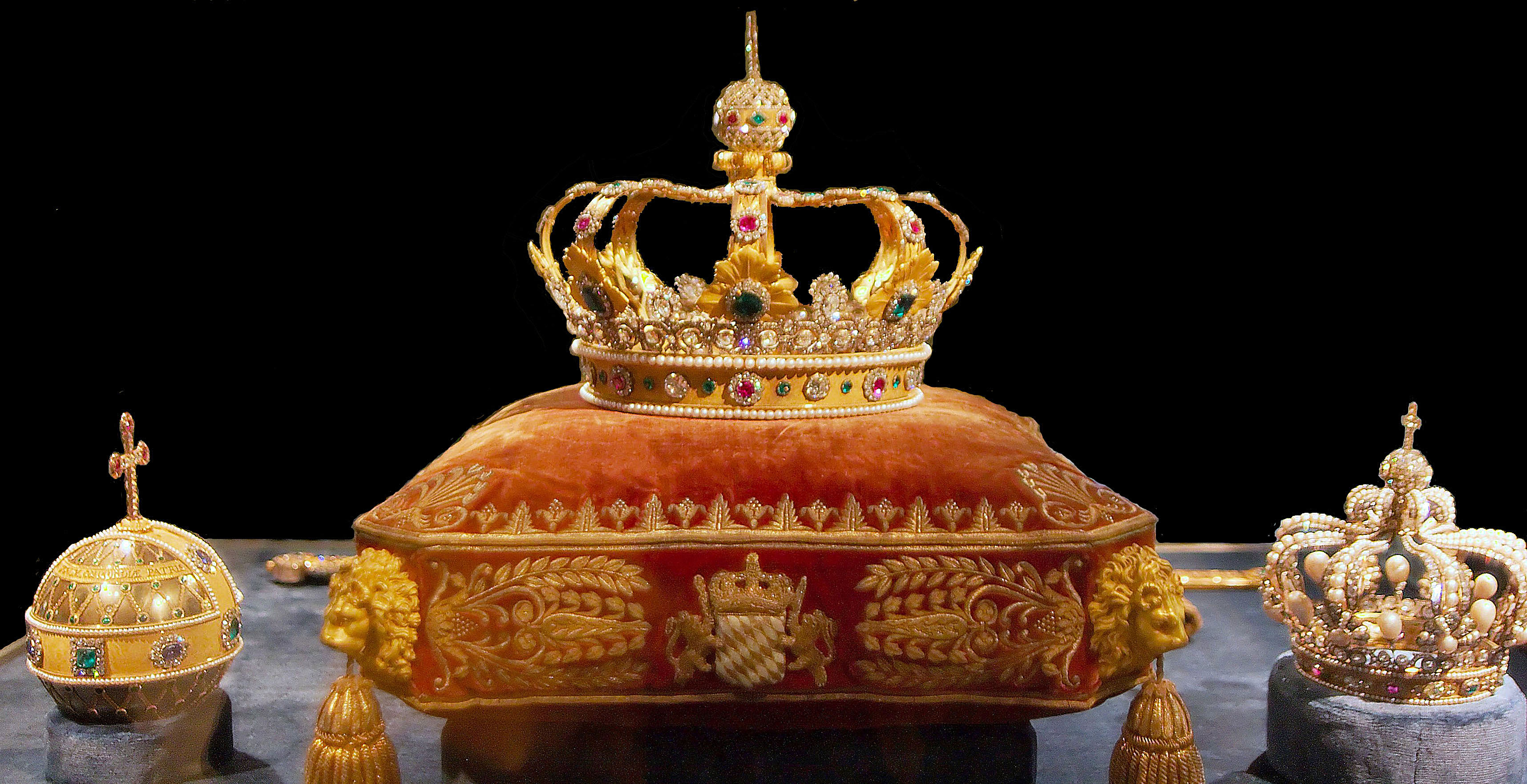
Insígnias reais da Baviera

## História
Sob os termos do Tratado de Pressburg assinado em 26 de dezembro de 1805 entre a França napoleônica e o imperador Francisco do Sacro Império Romano-Germânico, vários principados aliados a Napoleão foram elevados a reinos. Um dos mais leais destes foi o principado-eleitoro da Baviera. 
Os sucessores de Maximiliano resistiram ao nacionalismo alemão, e a Baviera se tornou o protetor de estados menores cujos líderes se sentiram ameaçados pela Prússia ou pela Áustria na Confederação Alemã. Ligações religiosas ligaram o estado mais à Áustria até sua derrota na Guerra Austro-Prussiana. O rei Luís II da Baviera assinou uma aliança com a Prússia em 22 de agosto de 1866, renunciando efetivamente à independência bávara.
Com o tratado de 23 de novembro de 1870, a Baviera foi integrada ao novo Império Alemão, mas permitiu um grau relativamente grande de autodeterminação. Os reis da Baviera mantiveram seus títulos, e mantiveram corpo diplomático e militar separado. Quando o Império Alemão foi abolido em novembro de 1918 após o fim da Primeira Guerra Mundial, o último rei da Baviera, Luís III da Baviera, foi deposto.

## Lista de reis da Baviera

### Casa de Wittelsbach
| Nome                                                              | Retrato                                       | Nascimento                                                                                       | Casamento(s)                                                              | Morte                           |
| ----------------------------------------------------------------- | --------------------------------------------- | ------------------------------------------------------------------------------------------------ | ------------------------------------------------------------------------- | ------------------------------- |
| Maximiliano I 1 de janeiro de 1806 – 13 de outubro de 1825        |                                               | 27 de maio de 1756 filho de Frederico Miguel, Conde de Zweibrücken e Maria Francisca de Sulzbach | Augusta Guilhermina de Hesse-Darmstadt 30 de setembro de 1785 5 filhos    | 13 de outubro de 1825 69 anos   |
| Maximiliano I 1 de janeiro de 1806 – 13 de outubro de 1825        | Carolina de Baden 9 de março de 1797 8 filhos | 27 de maio de 1756 filho de Frederico Miguel, Conde de Zweibrücken e Maria Francisca de Sulzbach |                                                                           | 13 de outubro de 1825 69 anos   |
| Luís I 13 de outubro de 1825 – 20 de março de 1848                |                                               | 25 de agosto de 1786 filho de Maximiliano I e Augusta Guilhermina de Hesse-Darmstadt             | Teresa de Saxe-Hildburghausen 13 de outubro de 1810 9 filhos              | 29 de fevereiro de 1868 81 anos |
| Maximiliano II 20 de março de 1848 – 10 de março de 1864          |                                               | 28 de novembro de 1811 filho de Luís I e Teresa de Saxe-Hildburghausen                           | Maria da Prússia 12 de outubro de 1842 2 filhos                           | 10 de março de 1864 52 anos     |
| Luís II 10 de março de 1864 – 13 de junho de 1886                 |                                               | 25 de agosto de 1845 filho de Maximiliano II e Maria da Prússia                                  | Não se casou-se Não teve filhos                                           | 13 de junho de 1886 40 anos     |
| Oto I 13 de junho de 1864 – 5 de novembro de 1913                 |                                               | 27 de abril de 1848 filho de Maximiliano II e Maria da Prússia                                   | Não se casou-se Não teve filhos                                           | 11 de outubro de 1916 68 anos   |
| Luís III 5 de novembro de 1913 – 13 de novembro de 1918 (deposto) |                                               | 27 de abril de 1848 filho de Leopoldo da Baviera e Augusta de Áustria-Toscana                    | Maria Teresa Henriqueta de Áustria-Este 20 de fevereiro de 1869 13 filhos | 18 de outubro de 1921 76 anos   |